# استصحاب
استصحاب یا اعتبار حالت سابق اصلی در اصول فقه و حقوق، به معنای حکم به بقای چیزی است که پیش‌تر به آن یقین وجود داشته‌ است.
«استصحاب» (پیشین‌پذیری) در فقه اسلامی یعنی تا زمانی که دلیل جدیدی وجود ندارد، وضعیت قبلی (چه مثبت و چه منفی) برقرار فرض می‌شود، مثلاً تا شک نشود، وضو صحیح است یا کسی بی‌گناه است. این اصل کاربردی است برای پر کردن خلأ‌های فقهی وقتی دلیل محکم‌تری نیست.
استصحاب زمانی کاربرد دارد که ما در مورد وضعیت فعلی چیزی تردید و در مورد وضعیت سابق آن یقین داشته باشیم. به این ترتیب فرض را بر بقای حالت سابق می‌گذاریم، مگر آنکه خلافش ثابت گردد. برای مثال هرگاه از زنده بودن یا مرگ سربازی که به جنگ رفته تردید داریم، فرض را بر زنده بودنش می‌گذاریم که تا چندی پیش به آن یقین داشته‌ایم.
تعریف استصحاب به زبان ساده، اگر در مسئله‌ای شک کردیم، (مثلا آیا وضویی که چند ساعت قبل گرفتیم هنوز صحیح است یا باطل شده) در این مثال، با توجه به اینکه یقین داریم وضو داشتیم، شکی که الان برایمان به وجود آمده را نادیده می‌گیریم و وضو‌‌یی را که گرفته بودیم صحیح می‌دانیم.
استصحاب از ابتکارات امامان شیعیان است (لاتنقض الیقین بالشک). بیشتر پیروان شافعی و شیعیان آن را حجت می‌دانند، اما بیشتر متکلمان و بسیاری از پیروان ابوحنیفه آن را نمی‌پذیرند.
واژه استصحاب در لغت از «صحب» به معنای «همراه داشتن» گرفته شده‌است.

## مبنای حجیت
در اینکه استصحاب چگونه می‌تواند حجت تلقی گردد، عقاید مختلف است:
برخی همچون محمدحسین نائینی و محمود شهابی پیشین‌پذیری را روشی خردمندانه می‌دانند، چرا که روش عقلائی بر پایه عمل به حالت سابق و بی‌اعتنایی به شک است. سید حسن امامی معتقد است منطق اجتماع و عقل ساده استصحاب را حجت می‌داند و حیوانات نیز به‌طور غریزی از آن پیروی می‌کنند و جعفر لنگرودی در دانشنامه حقوقی خود آن را نوعی مصلحت‌اندیشی در کمال بداهت می‌داند.
شماری از فقهای متأخر همچون شیخ مرتضی انصاری به احادیثی نیز استناد کرده‌اند که مضمون آن از میان نرفتن یقین به وسیلهٔ شک است. از جمله «ابقاء ما کان علی ماکان» (همان‌گونه که بوده، باقی بماند.) و «لا تنقض الیقین بالشّک» (یقین را با شک بر هم نزن) می‌باشد.